# HAT-P-51
HAT-P-51 — звезда, которая находится в созвездии Рыбы на расстоянии около 1532 световых лет от нас. Вокруг звезды обращается, как минимум, одна планета.

## Характеристики
HAT-P-51 — звезда 13,440 видимой звёздной величины; её масса и радиус равны 0,976 и 1,041 солнечных соответственно. Температура поверхности звезды составляет приблизительно 5449 кельвинов. Её светимость равна 0,859 солнечной. Возраст HAT-P-51 оценивается приблизительно в 8,2 миллиарда лет.

## Планетная система
В 2015 году командой астрономов, работающих в рамках проекта HATNet, было объявлено об открытии планеты HAT-P-51 b в системе. Это газовый гигант, обращающийся очень близко к родительской звезде, с массой и радиусом, равными 0,309 и 1,293 юпитерианских соответственно. Открытие было совершено транзитным методом.